# Miep Giesplantsoen

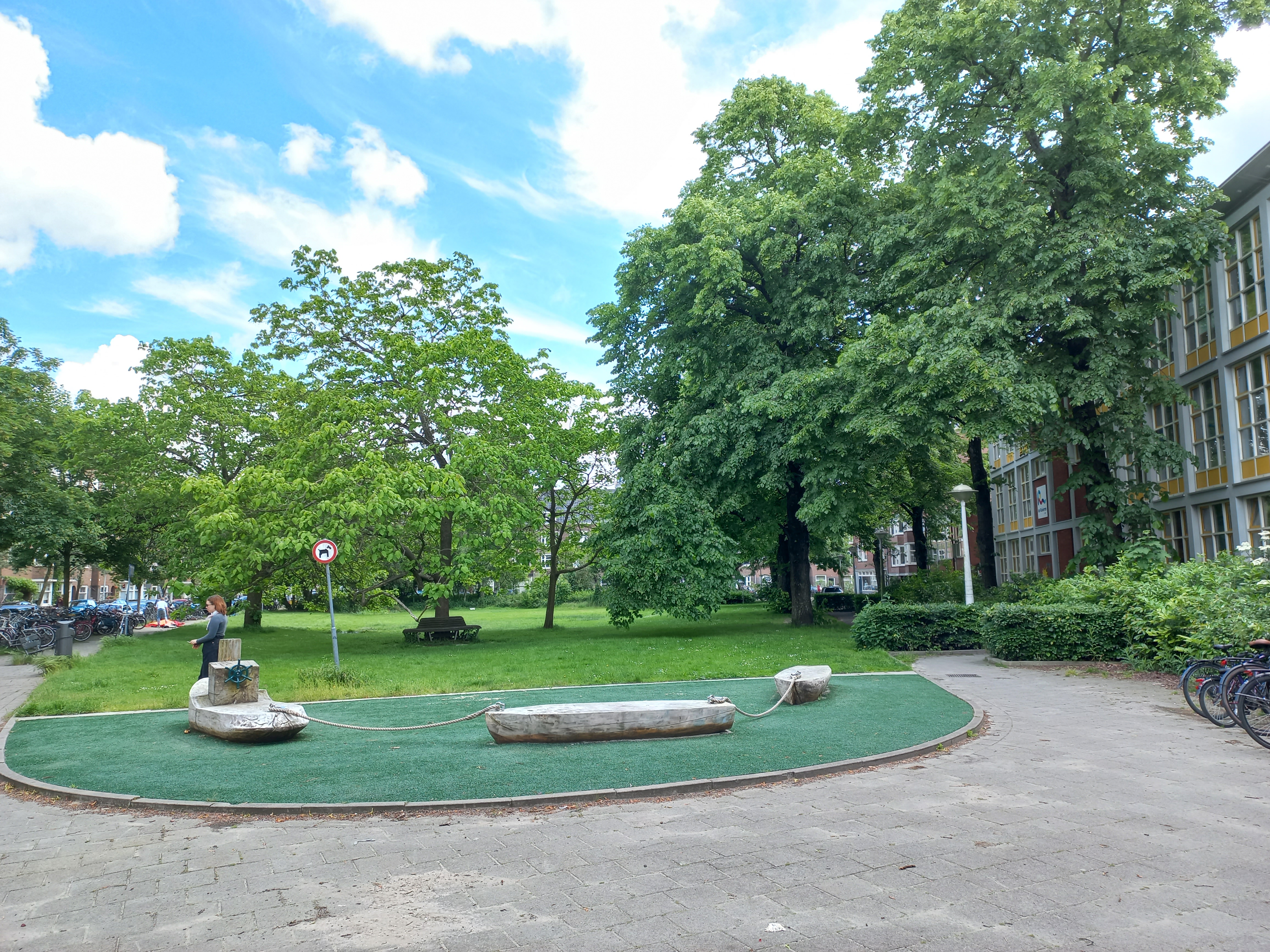
Miep Giesplantsoen in mei 2024)

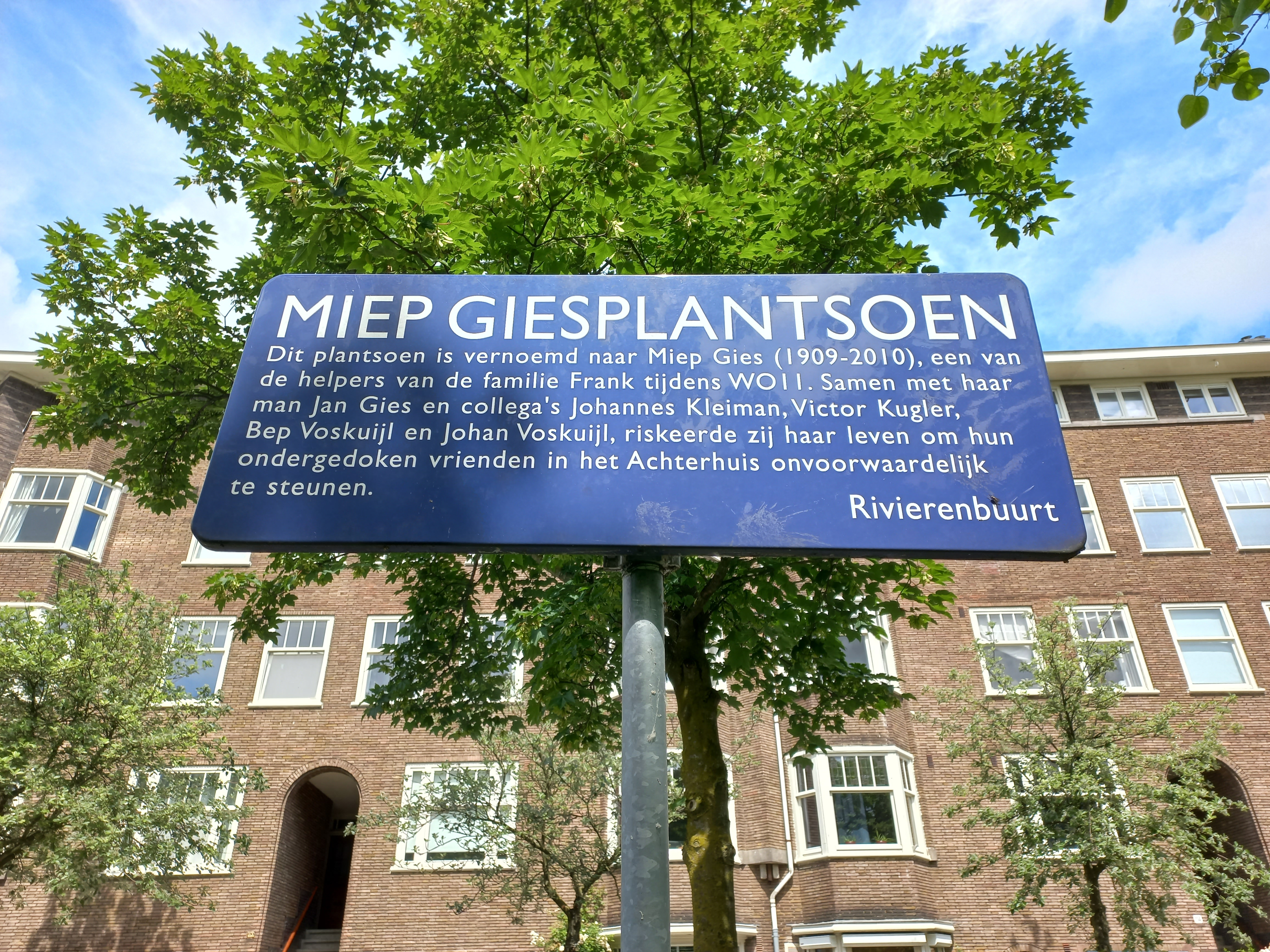
Straatnaambord (mei 2024)

Het Miep Giesplantsoen is een plantsoen aan de Lekstraat in Amsterdam-Zuid.
Sinds de bouw van de Rivierenbuurt lag er een naamloze driehoekige groenstrook op de kruising van de Lekstraat en Hunzestraat. Ten zuiden van de groenstrook staat een schoolgebouw (Lekstraat 35-37) ter opvulling van een plots afgesloten woonblok van de Hunzestraat tot aan de Synagoge Lekstraat.
In 2010 overleed Miep Gies, een oud-bewoonster van de Hunzestraat 25. De bewoner in 2010 vond het daarom een goed idee om die groenstrook te vernoemen naar de verzetsvrouw en onder meer bewaarster van het Dagboek van Anne Frank. Een ondersteuning van het idee vormde ook dat Anne Franks vriendinnetje Jacqueline van Maarsen op Hunzestraat 4 woonde.
Het idee werd na veel onderling overleg in 2013 omgezet tot een definitieve vernoeming. Het plantsoen werd symbolisch op 12 juni 2013 (Anne Frank werd op 12 juni geboren) omgedoopt tot Miep Giesplantsoen. Het plantsoen heeft geen huisnummers. 